# Wilhelm Meise
Wilhelm Meise (12 septembre 1901 - 24 août 2002) est un ornithologue allemand.

## Biographie
Il étudie à l'université de Berlin de 1924 à 1928, et réalise sa thèse sur la répartition de la corneille noire et de la corneille mantelée, et leur hybridation, sous la surveillance du professeur Erwin Stresemann, (1889-1972). Il analyse également les relations taxonomiques et historiques entre le moineau domestique et le moineau espagnol, et le statut du moineau cisalpin. De 1929 jusqu'à la Seconde Guerre mondiale, il est conservateur des vertébrés au muséum d'histoire naturelle de Dresde.
Les 170 publications de Meise parle principalement d'oiseaux, mais il s'est également intéressé à la taxonomie des scorpions, araignées, lézards, serpents et mollusques. Il prend sa retraite en 1972 et meurt à l'âge de 100 ans en 2002.